# Архиепархия Перуджи-Читта-делла-Пьеве
Архиепархия Перуджи-Читта-делла-Пьеве (лат. Archidioecesis Perusina-Civitatis Plebis) — архиепархия Римско-Католической церкви с центром в городе Перуджа, Италия. В митрополию Перуджи-Читта-делла-Пьеве входят епархия Ассизи-Ночера-Умбра-Гуальдо-Тадино, епархия Читта-ди-Кастелло, епархия Фолиньо, епархия Губбио. Кафедральным собором архиепархии Перуджи-Читта-делла-Пьеве является церковь святого Лаврентия.

## История
Епархия Перуджи была основана во II веке и её первым епископом считается святой Констанций из Перуджи. Первым епископом, упоминаемым в исторических документах, был святой Максимиан, который упоминается в решениях Римских Синодов конца V и начала VI веков и принявший мученическую смерть в 546 году по указу Тотилы.
Епархия Чита-делла-Пьеве известна с XI века. В 1099 году упоминается епископ Чита-делла-Пьеве был изгнан из города и позднее Римский папа Пасхалий II упразднил епархию Чита-делла-Пьеве, присоединив её территорию к епархии Кьюзи.
В средние века Перуджа находилась под влиянием гвельфов. В XIII веке в Перудже проживали Римские папы Гонорий III, Гонорий IV, Целестин V и Клемент V. В 1564 году в Перуджи была основана епархиальная семинария.
25 сентября 1600 года Римский папа Климент VIII издал буллу «In supereminenti», которой воссоздал епархию Чита-делла-Пьеве. Первым епископом Чита-делла-Пьеве стал Анджелло Анджелотти умер в год его избрания, не получив епископского посвящения.
27 марта 1882 года Римский папа Лев XIII выпустил буллу «Universae Ecclesiae», которой возвёл епархию Перуджи в ранг архиепархии..
15 августа 1972 года Римский папа Павел VI издал буллу «Animorum utilitati», которой присоединил присоединил епархию Читта-делла-Пьеве к митрополии Перуджи.
3 июня 1977 года архиепископу Перуджи была передана кафедра епархии Читта-делла-Пьеве. 30 сентября 1986 года Святой Престол присоединил епархию Читта-делла-Пьеве к архиепархии Перуджи.

## Ординарии архиепархии

### Епископы Перуджи
- святой Констанций из Перуджи;
- святой Децензий;
- святой Максимиан (упоминается в VI веке);
- святой Геркулафл;
- Иоанн (упоминается в 556 году);
- Венанций (упоминается в 604 году);
- Лаврентий (упоминается в 649 году);
- Бенедикт I (упоминается в 679 году);
- святой Асклепиадор (упоминается в 700 году);
- Гауденций (упоминается в 743 году);
- Эпифаний (упоминается в 761 году);
- Теодорик (упоминается в 826 году);
- Бенедикт II (упоминается в 853 году);
- Ланфридий (упоминается в 861 году);
- Бенедикт III (упоминается в 879 году);
- Теобальд (упоминается в 887 году);
- Руггер (упоминается в 936 году);
- Онест (956—967);
- Конон Ii (998—1031);
- Андрей (1033—1036);
- Леоне Бово (1048);
- Оттокар (1052—1053);
- Пётр (1054);
- Уберто (упоминается в 1057 году);
- Гоффрид (1059 — 1084);
- Иоанн II (упоминается в 1105 году);
- Дженнаро (1120—1140);
- Родольфо Армани де Стаффа (1127—1140);
- Андрей;
- Иоанн III (упоминается в 1146 году);
- Родольфо II (1154—1160);
- Иоанн IV (упоминается в 1163 году);
- Виван (1179—1206);
- Джованни де Комитибус (1206—1231);
- Сальвио Сальви (1231—1244);
- Бенедикт IV (1244—1248)$
- Фроджерио (11.05.1248 — 1250);
- Бенаудит (1250 — 4.09.1253);
- Бернардо Корио (31.10.1254 — 26.08.1287);
- Джованни Верракльо да Ферентино (17.04.1288 — 9.11.1290);
- Булгаро Монтемелини (10.01.1291 — 23.11.1308);
- Франческо Подджио O.P.[1] (8.05.1312 — 16.11.1330);
- Уголино Гуэльфони O.S.B. (11.01.1331 — 7.10.1337);
- Франчекско Грациани (9.10.1337 — 1352);
- кардинал Андрей Бонтемпи (2.05.1354 — 16.07.1390);
- Агостино Каччиагуэрри (29.10.1390 — 27.02.14040), назначен епископом Сполето;
- Эдуардо Микелотти O.F.M. (29.02.1404 — декабрь 1411);
- Антонио Микелотти O.S.B. (8.01.1412 — 10.10.1434);
- Андреа Джованни Бальони (9.03.1435 — 24.10.1449);
- Джакомо Ваннуччи (27.10.1449 — 1489);
- Дионисо Ваннуччи (29.05.1482 — 9.04.1491);
- Джироласо Бальбано (8.04.1491 — 1492);
- кардинал Хуан Лопес (29.12.1492 — 15.10.1498), назначен архиепископом Капуи;
- Франческо Заззетта (15.10.1498 — 29.07.1499);
  - кардинал Хуан Лопес (27.08.1499 — 5.08.1501), апостольский администратор;
- Троило Бальони (27.08.1501 — 1503);
  - кардинал Франческо де Ремолинс (4.08.1503 — март 1506), апостольский администратор;
- кардинал Антонио Ферреро (30.03.1506 — 23.07.1508);
- Маттео Балдески (28.07.1508 — декабрь 1509);
- кардинал Агостино Спинола (19.12.1509 — 15.02.1529);
- Карло Спинола (15.02.1529 — 15.11.1535);
- кардинал Джакомо Симонетта (20.12.1535 — 20.07.1538);
- Франческо Бернардино Симонетта (29.07.1538 — 1550);
- кардинал Фульвио Джулио дела Корнья O.S.Io.Hieros. (5.03.1550 — 22.03.1553);
- Ипполито дела Корнья (22.03.1553 — ?);
- Джулио Орадини (17.04.1562 — ?);
- кардинал Фульвио Джулио дела Корнья O.S.Io.Hieros. (6.12.1564 — 5.05.1574), назначен кардиналом;
- Франческо Босси (5.05.1574 — 21.10.1579), назначен епископом Новары;
- Винченцо Эрколани O.P. (27.11.1579 — 29.10.1586);
- кардинал Антонио Мария Галли (5.11.1586 — 19.07.1591), назначен епископом Озимо;
- Наполеоне Комитоли (19.07.1591 — 30.08.1624);
- кардинал Козимо де Торрес (16.09.1624 — 3.04.1634), назначен архиепископом Монреале;
- кардинал Бенедетто Убальди (2.04.1634 — 1643);
- Орацио Мональди (14.12.1643 — декабрь 1656);
  - Вакансия (1656—1659);
- Маркантонио Одди (23.06.1659 — 24.02.1668);
- Лукальберто Патриции (3.06.1669 — 29.08.1701);
- Антон Феличе Марсили (5.12.1701 — 5.07.1710);
- Витале Джузеппе де Буои (23.02.1711 — 23.11.1726);
- кардинал Марко Антонио Ансидеи (16.12.1726 — 14.02.1730)4
- Франческо Риккардо Ферниани (11.12.1730 — 25.08.1762)4
- Филиппо Амадеи (22.11.1762 — 9.08.1775);
- Алессандро Мария Одоарди (29.01.1776 — 2.02.1805)4
- Камилло Кампанелли (23.09.1805 — 30.07.1818);
- Карло Филезио Читтадини (2.10.1818 — 16.04.1845)4
- кардинал Винченцо Рафаэле Луиджи Печи (19.01.1846 — 20.02.1878), избран Римским папой;
- Федерико Пьетро Фоски (27.02.1880 — 12.11.1895);
- Дарио Матеи Джентили (29.11.1895 — 30.09.1910);
- Джованни Беда Кардинале O.S.B. (8.11.1910 — 25.07.1922);
- Джованни Батиста Роза (11.12.1922 — 29.10.1942)4
- Марио Ванелло (11.03.1943 — 13.08.1955);
- Пьетро Паренте (15.09.1955 — 23.10.1959);
- Рафаэле Баратта (17.12.1959 — 15.10.1968);
- Фердинандо Ламрускини (15.10.1968 — 25.07.1981);
- Чезаре Пагани (21.11.1981 — 30.09.1986), назначен архиепископом Перуджи-Читта-делла-Пьеве.

### Епископы Читта-делла-Пьеве
- Фабрицио Паолуччи (3.08.1605 — 30.01.1625);
- Джулиано Зани O.F.M. (19.02.1625 — 1629);
- Себастьяно Риччи (13.12.1629 — 7.01.1638);
- Джованни Батиста Каркаразио (17.04.1638 — 24.01.1843);
- Ригинальдо Лукарини O.P. (9.02.1643 — 8.10.1671);
- Карло Франческо мути (22.02.1672 — 4.10.1710);
- Фаусто Гуидотти (26.01.1711 — 6.12.1731);
- Франческо Мария Альберичи (31.03.1732 — 27.06.1735), назначен епископом Фолиньо;
- Асканио Арджелати (27.06.1735 — 23.06.1738);
- Гаетано Факканьяни (3.09.1738 — 2.04.1747);
- Вирджилио Джианотти (15.05.1747 — 16.04.1751);
- Ипполито Грациадеи (5.07.1751 — 25.07.1754);
- Анджело Мария Веницца (16.12.1754 — 7.12.1770);
- Джованни Еванджелиста Стефанини (4.03.1771 — 26.04.1775);
- Томмасо Минчини (29.05.1775 — 17.09.1795)4
- Франческо Мария Гаццоли (22.09.1795 — 11.08.1800), назначен епископом Амелии;
- Филиппо Анджелико Беккетти Filippo O.P. (11.08.1800 — 1814);
- Бонавентура Каренци O.F.M.Conv.(26.09.1814 — 13.11.1817);
- Пьетро Камилло де Каролис (16.03.1818 — 26.08.1818);
- Джулио Мами (2.10.1818 — 18.06.1837);
- Джузеппе Мария Севера (2.10.1837 — 12.09.1853), назначен епископом Амелии;
- Эмидио Фоскини (12.09.1853 — 1.10.1888);
- Паоло Грегори (11.02.1889 — 19.02.1895);
- Джованни Таччи Порчелли (18.03.1895 — 17.12.1904);
  - Sede vacante (1904—1910);
- Джузеппе Анджелуччи (29.08.1910 — 2.05.1949);
- Эцио Барбьери (2.08.1949 — 3.06.1977);
- Фердинандо Лабрускини (3.06.1977 — 25.07.1981);
- Чезаре Пагани (21.11.1981 — 30.09.1986), назначен архиепископом Перуджи-Читта-делла-Пьеве.

### Архиепископы Перуджи-Читта-делла-Пьеве
- Чезаре Пагани (30.09.1986 — 12.03.1988)
- Эннио Антонелли (6.10.1988 — 26.05.1995)
- Джузеппе Кьяретти (9.12.1995 — 16.07.2009);
- Гуальтьеро Бассетти (16.07.2009 — 27.05.2022)
- Иван Маффеис (16.07.2022 — н. в.)